# Iwan Hryńkowicz Wołłowicz
Iwan Hryńkowicz Wołłowicz herbu Bogoria (zm. po 1547 roku) – koniuszy trocki w 1536 roku, podskarbi dworny litewski w 1525 roku, dworzanin hospodarski.